# Poncha
A poncha é uma bebida tradicional e emblemática da Madeira, feita de aguardente de cana-de-açúcar, açúcar e sumo de limão.

## Origem da poncha
Segundo alguns estudos, a poncha é originária da Índia onde é conhecida por pãnch o que quer dizer, traduzindo à letra, cinco ingredientes: o arrack – aguardente de arroz ou noz de coco -, sumo de limão, açúcar, especiaria –chá – e água.
Durante todo o século XIX a poncha foi uma bebida muito consumida no seio das famílias madeirenses um pouco por todo o lado da ilha, fossem elas mais ou menos abastadas.
Segundo alguns estudos um antecedente longínquo desta bebida já era usado nas navegações portuguesas e castelhanas do século XVI, Resultava de uma calda elaborada para conservar o limão, usado nas viagens para prevenir o escorbuto (devido à carência de vitamina C). O limão era conservado durante as longas viagens, em aguardente e melaço de cana produzidos na Madeira desde o final do século XV, a partir da cana de açúcar introduzida na ilha logo após o início da colonização e por iniciativa do Infante D. Henrique, o Navegador. Assim chegou à Índia e ao Brasil no século XVI. Os britânicos chegaram muito mais tarde. No Brasil originou a 'caipirinha'. Em Cabo Verde bebe-se o grogue com raízes semelhantes, Na Madeira usa-se1/3 de melaço ou açúcar de cana, 1/3 de aguardente de cana (cachaça) e 1/3 de sumo de limão ou lima.

## Indicação geográfica protegida

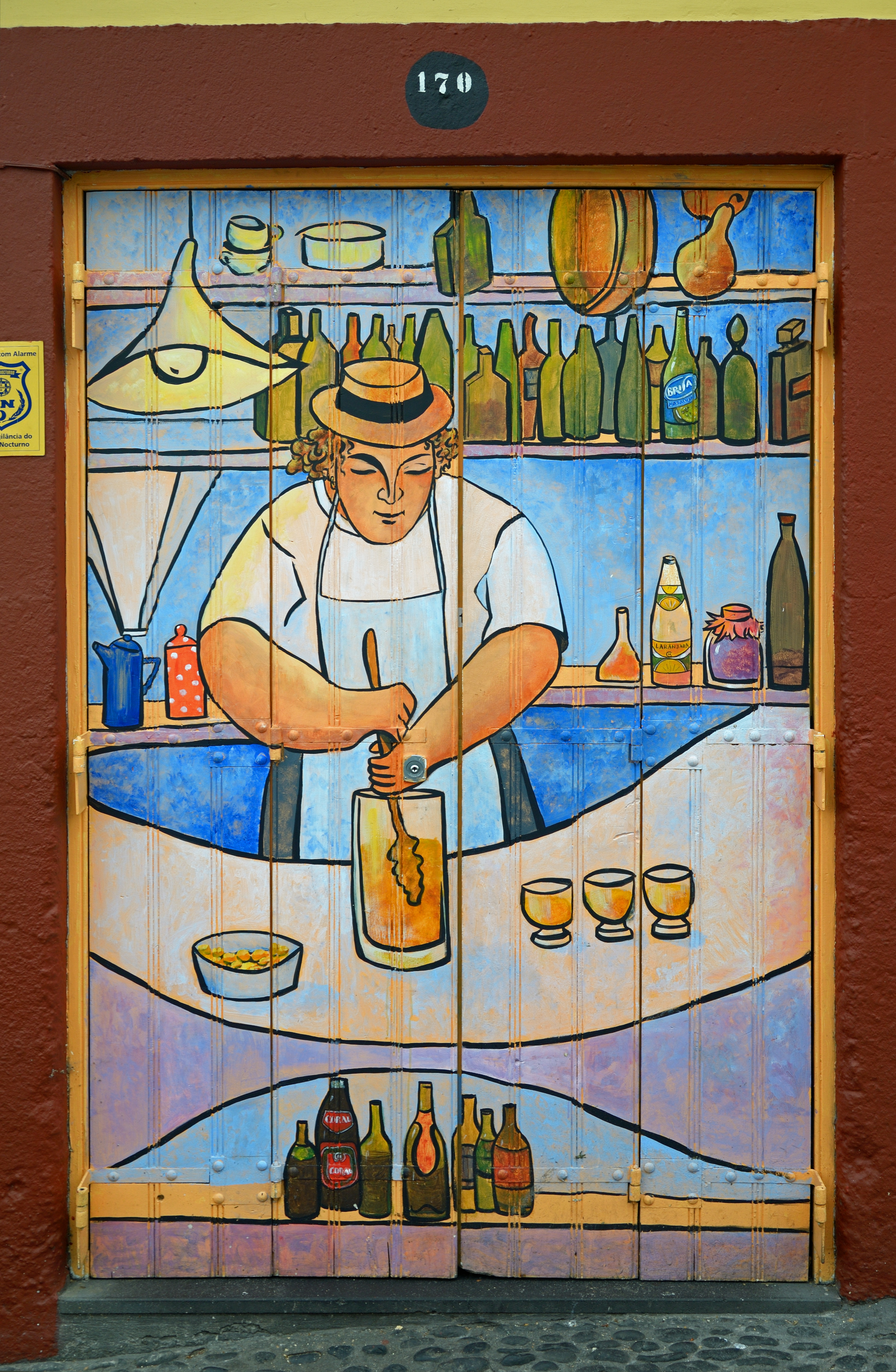
Poncho de cozinha. Porta pintada. Funchal

O Conselho do Governo aprovou em março de 2014 uma proposta de Decreto Legislativo Regional que confirma a indicação geográfica protegida ‘Poncha da Madeira’ e regula a sua produção e comércio. Nesse sentido, o controlo de qualidade físico-química da bebida está a cargo do Laboratório de Produtos Vitivinícolas e Bebidas Espirituosas da Madeira, nomeado pelo Instituto Português de Acreditação.
A proposta determina que Poncha da Madeira só pode ser usada para identificação da produção na área geográfica das ilhas da Madeira e do Porto Santo.
É intenção da Madeira proteger a bebida e o seu modo de produção, designadamente a sua matéria-prima, Aguardente da Madeira bem como os produtores de cana sacarina. É que já há outras formas de adulteração da Poncha através de, por exemplo, de whisky.
A proposta aprovada pelo Governo Regional estabelece que o produto deve obrigatoriamente incluir na sua produção Rum da Madeira e que os equipamentos e os processos utilizados devem ser os mais adequados à obtenção de um produto que apresente as características sensoriais tradicionais específicas da Poncha da Madeira.